# بيترس كاي
بيترس كاي (بالإنجليزية: Beatrice Kay)‏ هي مغنية وممثلة أمريكية، ولدت في 21 أبريل 1907 بنيويورك في الولايات المتحدة، وتوفيت في 8 نوفمبر 1986 في الولايات المتحدة بسبب سكتة.

## وصلات خارجية
- بيترس كاي على موقع IMDb (الإنجليزية)
- بيترس كاي على موقع ميوزك برينز (الإنجليزية)
- بيترس كاي على موقع قاعدة بيانات برودواي على الإنترنت (الإنجليزية)
- بيترس كاي على موقع ديسكوغز (الإنجليزية)
- بيترس كاي على موقع قاعدة بيانات الفيلم (الإنجليزية)